# Estanzuela (Zacapa)
Estanzuela ist ein Ort und ein Municipio im Departamento Zacapa in Guatemala.
Estanzuela liegt 141 km nordöstlich von Guatemala-Stadt an der Fernstraße CA 10, die bei Río Hondo von der Atlantikfernstraße CA 9 nach Süden abzweigt. Zacapa, die Hauptstadt des Departamentos, liegt rund 5 km südöstlich von Estanzuela.
Das 66 km² große Municipio liegt im Tal des Río Motagua auf knapp 200 m Höhe. Es hat rund 12.000 Einwohner, von denen der größte Teil Ladinos sind. Das Municipio besteht neben dem Hauptort Estanzuela aus den „Landgemeinden“ (Aldeas) Chispan, El Guayabal, San Nicolás und Tres Pinos. Hauptwirtschaftszweige sind die Landwirtschaft, das Handwerk und der Dienstleistungssektor. In Estanzuela gibt es ein sehenswertes Paläontologisches Museum.
Angrenzende Municipios sind Río Hondo im Norden, Zacapa im Osten und Südosten, Huité im Südwesten und Teculután im Westen.

## Geschichte
Der Name Estanzuela stammt etymologisch vom spanischen Wort Estancia ab, was (auch) Rastplatz bedeutet. Spanische Siedler wollten hier 1740 auf dem Weg nach Westen eine Pause einlegen, ließen sich dann aber definitiv an dem Ort nieder. 1769 erkannte die spanische Krone das Dorf unter  seinem heutigen Namen an, nach der Unabhängigkeit wurde es 1825 zum Municipio erhoben.